# Roder Jongenskoor
Het Roder Jongenskoor is een door Bouwe Dijkstra in 1985 opgericht koor specifiek voor jongens in Roden, gemeente Noordenveld, en is onderdeel van de Stichting Roder Jongenskoor. Het koor is opgericht naar Engels voorbeeld met Engelse koormuziek als repertoire. 
Het koor wordt sinds 2006 geleid door dirigent Rintje te Wies. Het koor heeft een studio in Groningen als vaste repeteerlocatie. 

## Oud-leden
Uit het Roder Jongenskoor zijn enkele bekende musici voortgekomen, waaronder dirigent Peter Dijkstra en vocaal ensemble The Gents.